# Chenmedechijn Amaraa
Chenmedechijn Amaraa (mong. Хэнмэдэхийн Амараа; ur. 22 września 1964) – mongolski zapaśnik w stylu wolnym. Olimpijczyk z Seulu 1988, gdzie odpadł w eliminacjach w kategorii 68 kg.
Siódme miejsce na mistrzostwach świata w 1987. Złoty medal w mistrzostwach Azji w 1989 roku.